# Олівер Берг
Олівер Берг (норв. Oliver Berg, нар. 28 серпня 1993, Євік, Норвегія) — норвезький футболіст, півзахисник шведського клубу «Мальме».

## Ігрова кар'єра
Олівер Берг є вихованцем футбольного клубу «Рауфосс». Саме в його складі у 2010 році футболіст дебютував на професійному рівні у Другому дивізіоні чемпіонату Норвегії. У вересні 2014 року Берг підписав трирічний контракт з клубом «Одд», який починав діяти тільки з січня 2015 року. Сезон Тіппеліги 2015 Берг дебютував у вищому дивізіоні Норвегії.
Позавершенню контракту у січні 2018 року Берг перебрався до Швеції, до клубу «Далькурд», який піднявся до Аллсвенскан. Провів у клубі половину сезону і в серпні 2018 року перейшов до «Сундсвалль», з яким підписав контракт на два з половиною роки. Сезон 2020 року Берг разом з клубом провів у Супереттан і у 2021 році перейшов до «Кальмара».
У листопаді 2022 року футболіст пыдписав чотирирічний контракт з клубом «Юргорден». Але провів у столичній команді один сезон і 2023 рік вже грав у складі «Мальме», з яким став чемпіоном Швеції.

## Титули
Мальме
 Чемпіон Швеції: 2023, 2024
 Володар Кубка Швеції: 2023-24